# ドンジャンケンポン
ドンジャンケンポンとは、じゃんけんから派生した遊び。大人数で行うもので、主に屋外で遊ばれる。地域による異称はデンジャンケンポン、英語じんとる（大原）、どんじゃんけんなど。

## ルール
参加人数は10人程度が望ましい。
1. 参加者を2グループに分ける。その後、全長20メートル程度のコースを作る（具体的には線を引く。線はぐにゃぐにゃと曲がったものにすると面白い）。線の先端がそれぞれのグループの陣地となる[1]。
2. グループ内で出陣する順番を決め、合図とともに互いのグループの一番手の人が陣地からスタートし、コースに沿って相手の陣地を目指す[2]。
3. コース上で相手グループの人と鉢合わせとなったら、じゃんけんをする。負けた人はコースから離脱し、順番の最後に回る。陣地からは次の順番の人がスタートする。勝った人はそのまま先に進める[2]。
4. 先に相手の陣地に到達できたほうが勝ちである[1]。

- 屋内等でやる場合、コースに平均台を使うことがある。コース離脱の要因に「バランスを崩して平均台から落ちる」が加わるため面白みが増す[1]。